# 普雷斯頓鎮區 (密蘇里州普拉特縣)
普雷斯頓鎮區（英語：Preston Township）是位於美國密蘇里州普拉特縣的一個行政鎮區。

## 地方資料
普雷斯頓鎮區的面積為98.46平方千米，當中陸地面積為98.34平方千米，而水域面積為0.12平方千米。根據2020年美國人口普查的數據，當地共有人口1735人，而人口密度為每平方千米17.62人。